# 폰다파리눅스
폰다파리눅스(fondaparinux)는 항응고제의 일종으로, 화학적으로는 저분자량 헤파린과 연관되어 있다. 글락소스미스클라인에서 판매하는 중이며, 미국에서는 알케미아(Alchemia)가 개발한 복제약을 닥터레디가 시판 중이다. 폰다파리눅스 나트륨의 상품명은 아릭스트라(Arixtra)이다.

## 의학적 사용
임상적으로 폰다파리눅스는 정형외과 수술이나 복부 수술을 받은 사람의 심부정맥혈전증을 예방하거나, 심부정맥혈전증과 폐색전증을 치료하는 데에 쓰일 수 있다. 또한 심부전 등 급성 질환으로 거동이 제한된 환자의 혈전색전증 예방을 위해 사용할 수도 있다.
폰다파리눅스는 허혈성 질환의 발생 위험을 낮춘다는 점에서 에녹사파린과 유사하지만, 주요 출혈과 장기적인 이환율, 사망률을 낮춘다는 장점이 있다.
스트렙토카이네이스와 병용 투여하는 것에 관한 연구가 수행되기도 했다.
일반적으로 피하 주사로 투여하나, ST분절상승 심근경색(STEMI) 환자에게 최초로 투여하는 경우에만 정맥 주사로 투여할 수 있다. 피하 주사로 투여하기 때문에 흡수율이 좋으며, 반감기가 약 17시간으로 하루에 1회만 투여하여도 된다는 장점이 있다.

### 다른 약제와의 비교
폰다파리눅스가 저분자량 헤파린이나 미분획 헤파린에 비해 가지는 한 가지 장점은 헤파린 유도 저혈소판증(HIT)의 발생 위험이 낮을 수 있다는 것이다. 또한 폰다파리눅스는 PF4에 친화력을 가지지 않으므로 헤파린 유도 저혈소판증 환자에서 폰다파리눅스를 사용하였다는 증례 보고도 몇 건 있었다. 그러나 폰다파리눅스는 콩팥으로 배설되므로 콩팥 기능이상이 있는 환자에서는 사용하지 않는다. 특히 크레아티닌 청소율이 30ml/min 미만인 경우 투여하지 않는다.
직접 Xa인자 억제제와 달리 폰다파리눅스는 안티트롬빈 III을 통해 Xa인자에 간접적으로 영향을 미치는 간접 Xa인자 억제제이다. 헤파린과의 차이점은 폰다파리눅스가 Xa인자에만 선택적으로 관여한다는 것이다.

## 작용 기전
폰다파리눅스는 Xa인자의 억제제로 작용한다. 먼저 폰다파리눅스 나트륨은 안티트롬빈 III에 결합하여 안티트롬빈 III의 형태 변화를 일으키고, 이로 인해 안티트롬빈 III의 Xa인자에 대한 친화력을 크게 높인다. 따라서 안티트롬빈이 Xa인자를 억제하는 작용이 증강된다. 이때 Xa인자와 결합한 안티트롬빈 III에서 폰다파리눅스 나트륨이 떨어져 나오고, 떨어져 나온 폰다파리눅스 나트륨은 다시 다른 안티트롬빈 III와 결합한다. 헤파린과 달리 폰다파리눅스는 트롬빈을 억제하지 않는다.

## 화학
폰다파리눅스의 약어는 다음과 같다.
- GlcNS6S = 2-deoxy-6-O-sulfo-2-(sulfoamino)-α-D-glucopyranoside
- GlcA = β-D-glucopyranuronoside
- GlcNS3,6S = 2-deoxy-3,6-di-O-sulfo-2-(sulfoamino)-α-D-glucopyranosyl
- IdoA2S = 2-O-sulfo-α-L-idopyranuronoside
- GlcNS6SOMe = methyl-O-2-deoxy-6-O-sulfo-2-(sulfoamino)-α-D-glucopyranoside

폰다파리눅스는 자연적으로는 존재하지 않으며, 화학적 합성 과정을 거쳐야만 만들어 낼 수 있다. Supriya Dey 등은 효율적이고 정량적으로 단일공정 합성을 통해 폰다파리눅스를 합성하는 방법을 보고했다.
단당류의 서열은 D-GlcNS6S-α-(1,4)-D-GlcA-β-(1,4)-D-GlcNS3,6S-α-(1,4)-L-IdoA2S-α-(1,4)-D-GlcNS6S-OMe이며, 그 구조식은 다음과 같다.